# Engina epidromidea
Engina epidromidea is een slakkensoort uit de familie van de Buccinidae. De wetenschappelijke naam van de soort is voor het eerst geldig gepubliceerd in 1894 door Melvill.